# Монтіселло (Міссурі)
Монтіселло (англ. Monticello) — селище (англ. village) в США, в окрузі Люїс штату Міссурі. Населення — 104 особи (2020).

## Географія
Монтіселло розташоване за координатами 40°7′8″ пн. ш. 91°42′47″ зх. д. / 40.11889° пн. ш. 91.71306° зх. д. (40.118961, -91.713054).  За даними Бюро перепису населення США в 2010 році селище мало площу 0,68 км², уся площа — суходіл.

## Демографія
Згідно з переписом 2010 року, у селищі мешкало 98 осіб у 42 домогосподарствах у складі 24 родин. Густота населення становила 145 осіб/км².  Було 49 помешкань (73/км²).
Расовий склад населення:
| - 94,9 % — білих - 3,1 % — корінних американців - 1,0 % — чорних або афроамериканців |

До двох чи більше рас належало 1,0 %. Частка іспаномовних становила 3,1 % від усіх жителів.
За віковим діапазоном населення розподілялося таким чином: 19,4 % — особи молодші 18 років, 67,3 % — особи у віці 18—64 років, 13,3 % — особи у віці 65 років та старші. Медіана віку мешканця становила 43,0 року. На 100 осіб жіночої статі у селищі припадало 100,0 чоловіків;  на 100 жінок у віці від 18 років та старших — 113,5 чоловіків також старших 18 років.
Середній дохід на одне домашнє господарство  становив 62 461 долар США (медіана — 70 000), а середній дохід на одну сім'ю — 78 469 доларів (медіана — 80 167). За межею бідності перебувало 0,8 % осіб, у тому числі 0,0 % дітей у віці до 18 років та 4,8 % осіб у віці 65 років та старших.
Цивільне працевлаштоване населення становило 88 осіб. Основні галузі зайнятості: роздрібна торгівля — 36,4 %, виробництво — 26,1 %, освіта, охорона здоров'я та соціальна допомога — 12,5 %, будівництво — 6,8 %.